# آنخل لموس
آنخل لموس (اسپانیایی: Ángel Lemus‎؛ زادهٔ ۳ سپتامبر ۱۹۷۱) بازیکن فوتبال اهل مکزیک بود.
وی همچنین در تیم ملی فوتبال زیر ۲۳ سال مکزیک بازی کرده‌است.